# Ulak Paceh Jaya
Ulak Paceh Jaya is een bestuurslaag in het regentschap Musi Banyuasin van de provincie Zuid-Sumatra, Indonesië. Ulak Paceh Jaya telt 2937 inwoners (volkstelling 2010).